# 전자소송
전자소송은 대한민국 사법부가 운영하는 전자소송시스템을 이용하여 소를 제기하고 소송절차를 진행하는 재판방식 또는 온라인으로 사건을 접수하고 진행과정을 확인하는 소송이다.

## 연혁
2010년 4월 26일 특허법원에 제기되는 지적재산권 사건을 대상으로 한 특허전자소송서비스를 시작으로, 2011년 5월에 민사, 2013년 1월에 가사·행정, 2013년 3월 9일 신청 전자소송, 2014년 4월 회생·파산, 2015년 3월 민사 집행, 비송 사건에 대한 전자소송까지 형사사건을 제외한 모든 사건에서 전자소송을 전면 도입하였다.